# Caroline Lee Hentz
Caroline Lee Whiting Hentz (1 de junio de 1800, Lancaster, Massachusetts-11 de febrero de 1856, Marianna, Florida) fue una novelista y autora estadounidense, más conocida por sus defensas de la esclavitud y su oposición al movimiento abolicionista. Su ampliamente leída The Planter's Northern Bride (1854) fue una de las obras más célebres del género conocido como novelas anti-Tom, en las que varios escritores respondieron a la novela antiesclavista de Harriet Beecher Stowe, La cabaña del tío Tom (1852).

## Biografía
Nació el 1 de junio de 1800, como Caroline Lee Whiting, hija del coronel John y Orpah Whiting en Lancaster, Massachusetts, la menor de ocho hijos. Su padre sirvió como soldado continental en la Guerra de Independencia y tres de sus hermanos pelearon en la Guerra angloestadounidense de 1812.
El 30 de septiembre de 1824, Caroline se casó con Nicholas Marcellus Hentz, “un refugiado político de Metz hijo de un miembro de la Convención Nacional Francesa”. La pareja originalmente vivía cerca de la Escuela Round Hill en Northampton, Massachusetts, donde Nicholas era instructor. En 1826, la pareja se mudó a Chapel Hill, donde Nicholas se convirtió en profesor de lenguas modernas en la Universidad de Carolina del Norte.
Durante este período, Caroline ayudó a George Moses Horton, un poeta analfabeto esclavizado, a escribir sus poemas y enviarlos a periódicos locales para que los publicaran. Este fue el comienzo de la carrera de Horton como poeta; más tarde fue llamado el "bardo negro de Carolina del Norte".
La pareja Hentz se fue poco tiempo después a Covington, Kentucky, donde Nicholas fundó una escuela para niñas en 1830. Allí, Caroline Hentz escribió la aclamada tragedia De Lara; o La novia mora para el actor de Boston William Pelby. Aunque Pelby le había ofrecido un premio de $ 500, no pudo pagar y le devolvió a Hentz los derechos de autor de la obra.
En 1832, la pareja Hentz abrió una escuela para niñas en Cincinnati. Durante su estancia allí, Caroline se unió al Semi-Colon Club, que es probablemente donde comenzó su relación con Harriet Beecher Stowe. Celoso de la correspondencia de su esposa con el coronel King del Semi-Colon Club, Nicholas cerró rápidamente la escuela y obligó a la familia a mudarse a Florence, Alabama, donde abrieron una nueva.
Los Hentz tuvieron un total de cinco hijos. El hijo mayor murió cuando solo tenía dos años de edad. Mientras estuvo en Florence, Caroline Hentz pasó la mayor parte de su tiempo al cuidado de la familia. Escribió de manera menos formal durante este tiempo, solo algo de poesía y un diario que llevaba, el cual inspiró las "cartas, la confesión en el lecho de muerte y otros lamentos que son el sello distintivo de sus novelas". Durante los nueve años que vivieron en Florence, la familia alquiló dos esclavas, una de ellas una mujer que ayudaba a Hentz con sus tareas domésticas.
A continuación, la familia se mudó a Tuscaloosa, donde los padres abrieron otra escuela en 1843. En 1845, la familia abrió otra escuela en Tuskegee, que en ese momento era un pequeño pueblo.
En 1848, la pareja abrió una escuela en Columbus, Georgia. Al año siguiente, Nicholas quedó inválido y Caroline tuvo que asumir la carga total de mantener a la familia, aunque ella misma no se encontraba bien de salud. Dos de los hijos adultos de Hentz se establecieron en Marianna, Florida, y sus padres se mudaron allí en 1852 para reunirse con ellos. Durante la enfermedad de su marido, Caroline siguió escribiendo junto a su cama, dividiendo su atención entre su cuidado, las demandas del público literario y los visitantes ocasionales que perturbaban su rutina.
Después de casi cinco años de mantener económicamente a su familia y cuidar de su esposo, Caroline Lee Whiting Hentz murió de neumonía el 11 de febrero de 1856. Nicholas Hentz moriría unos meses después. La pareja está enterrada junta en el cementerio episcopal de Marianna.

## Carrera profesional
Aunque fue principalmente maestra desde el comienzo de su vida laboral, Hentz logró escribir y producir varias obras pequeñas y distribuirlas en publicaciones locales. En 1831, Hentz escribió De Lara; o La novia mora para el actor de Boston William Pelby, obra trágica que produjo el reconocimiento de Hentz cuando se representó en el Arch Street Theatre de Filadelfia y en el Tremont de Boston en 1842, siendo publicada al año siguiente.
La carrera de Hentz avanzó mucho entre los años 1832 y 1856. En marzo de 1832, publicó su primer trabajo, un cuento, "El sacrificio", en Godey's Lady's Book, una revista popular para mujeres. Mientras vivía en Covington, Kentucky, Hentz escribió Constance of Werdenberg, una obra representada en el Park Theatre de Nueva York en 1832. Nunca fue publicada.
Ese mismo año, otra de sus obras, Lamorah; or, the Western Wild, puesta en escena en Cincinnati antes de mudarse a Nueva Orleans, donde fue producida en Calwell's el 1 de enero de 1833. En 1850, Hentz publicó su novela más rentable, Linda.
Las primeras obras de Hentz se dirigían a hombres y mujeres jóvenes, imitando parábolas religiosas e instruyéndolos en la bondad moral. Hentz también era conocida por "participar en algunos de los debates públicos más destacados sobre la ética y las relaciones sociales del sistema esclavista".
Tras retirarse de su carrera como educadora, Hentz comenzó a escribir vigorosamente y, como resultado, su carrera literaria floreció. De 1850 a 1856, Hentz produjo varias colecciones de cuentos, así como siete novelas más.
Una de sus novelas más famosas, The Planter's Northern Bride, se publicó en 1854. Se ha descrito como una "respuesta polémica y distintivamente sureña a La cabaña del tío Tom de Harriet Beecher Stowe", publicada en 1852, y que se convertiría en un éxito de ventas. The Northern Bride pertenecía a un género conocido como literatura anti-Tom. La última novela de Hentz, Ernest Linwood, se publicó el 11 de febrero de 1856.

### Obras principales
- Lamorah; or, the Western Wild (play, 1832)
- Constance of Werdenberg; or, The Forest League (obra de teatro, 1832)
- Lovell's Folly (1833)
- De Lara; or, The Moorish Bride (obra de teatro, 1843)
- "Human and Divine Philosophy: A Poem Written for the Erosophic Society of the University of Alabama" (1844)
- Aunt Patty's Scrap-bag (1846)
- Linda; or, The Young Pilot of the Belle Creole (1850)
- Rena; or, The Snow Bird (1851)
- Eoline; or, Magnolia Vale; or, The Heiress of Glenmore (1852)
- Marcus Warland; or, The Long Moss Spring (1852)
- The Banished Son and Other Stories of the Heart (1852)
- Helen and Arthur; or, Miss Thusa's Spinning Wheel (1853)
- The Victim of Excitement, The Bosom Serpent, etc. (1853)
- Wild Jack; or, The Stolen Child, and Other Stories (1853)
- "The Hermit of Rockrest" (1853)
- The Planter's Northern Bride (1854)
- Courtship and Marriage; or, The Joys and Sorrows of American Life (1856)
- Ernest Linwood; or, The Inner Life of the Author (1856)
- Love After Marriage and Other Stories of the Heart (1857)
- The Lost Daughter and Other Stories of the Heart (1857)
- Robert Graham